# Brimborium
Brimborium – remix album niemieckiego zespołu industrialnego KMFDM, wydany 19 lutego 2008 roku. Brimborium zawiera zremiksowane utwory z albumu Tohuvabohu, jeden remiks z albumu Hau Ruck oraz nowy utwór będący zbiorem telefonicznych nagrań fanów zespołu.

## Lista utworów
1. "Tohuvabohu" (MS-20 Mix) - 4:46
2. "Looking for Strange" (Super Strange Mix) - 5:28
3. "Superpower" (Buttfunk Mix) - 4:13
4. "Headcase" (Hallowe'en Mix) - 4:24
5. "Tohuvabohu" (Ex Nihilo Mix) - 4:45
6. "I Am What I Am" (The One and Only Mix) - 6:26
7. "Looking for Strange" (All Strung Up Mix) - 6:30
8. "Saft und Kraft" (Saft und Crack Mix) - 5:47
9. "Not in My Name" (Check Yourself Mix) - 5:40
10. "Headcase" (Fix Mix) - 4:14
11. "Spit or Swallow" (Electric Stomp Mix) - 4:54
12. "You're No Good" (Zomb'd Out Mix) - 6:46
13. "What We Do for You" - 9:14
14. "Looking for Strange" (Underbelly Mix) (utwór bonusowy w pre-orderze) - 5:23